# Stefan Johansson
Pour les articles homonymes, voir Stefan et Johansson.
Stefan Johansson est un pilote automobile suédois né le 8 septembre 1956 à Växjö en Suède. Il a notamment disputé le championnat du monde de Formule 1 de 1983 à 1991, inscrit 88 points et signé 12 podiums.

## Biographie

### Les débuts
Initié dès son plus jeune âge aux joies du karting par son père qui était lui-même un ancien pilote, Stefan Johansson commence la monoplace en 1975, dans le championnat de Suède de Formule Ford. Il passe ensuite dans le championnat de Suède de Formule 3 avant de rejoindre en 1979 les rangs du championnat britannique, qu'il remporte l'année suivante au volant d'une voiture de l'écurie Project Four de Ron Dennis. En début d'année, il effectue même une première apparition en Formule 1, au sein de la moribonde écurie Shadow, qui lui offre la possibilité de disputer deux courses en échange d'un apport budgétaire. Mais l'offre de Shadow se révèle être un cadeau empoisonné puisque tant au Brésil qu'en Argentine, il ne parvient pas à se qualifier.
En 1981, Johansson accède au championnat d'Europe de Formule 2. Sur la Lola-Hart du Alan Docking Racing (en), le suédois fait belle impression en remportant deux courses et en terminant quatrième du championnat. Cela lui vaut d'être recruté pour la saison suivante par l'équipe Spirit, chargée du développement du tout nouveau V6 Honda turbo. Au volant d'une monoplace très performante, Johansson brille mais est souvent victime du manque de fiabilité du bloc nippon.

### Spirit, Tyrrell, Toleman
Pour la saison 1983, à la demande insistante de Honda, Spirit monte en Formule 1, et Johansson est logiquement de l'aventure. Les débuts de la Spirit-Honda F1 (en réalité une F2 modifiée) ont lieu à la mi-saison et ne permettent guère à Johansson de briller. Il se console en Endurance en remportant les 6 Heures de Mugello et en fin d'année les 1 000 km de Monza sur une Porsche 956, deux fois en compagnie du pilote français Bob Wollek.
À l'issue de la saison 1983, Honda abandonne Spirit pour rejoindre Williams, et Johansson n'est pas conservé. Il amorce une reconversion en Endurance (où il remporte début 1984 les 12 Heures de Sebring) mais la F1 ne l'oublie pas complètement: au cours de l'été, il est appelé par Tyrrell pour remplacer Martin Brundle blessé, puis à Monza, il remplace Ayrton Senna (ponctuellement mis à pied pour avoir annoncé son transfert chez Lotus) chez Toleman, avant de prendre la place de Johnny Cecotto, blessé. En Italie, il signe une convaincante quatrième place qui lui permet d'être conservé chez Toleman pour l'année suivante.

### Trois saisons dans le peloton de tête

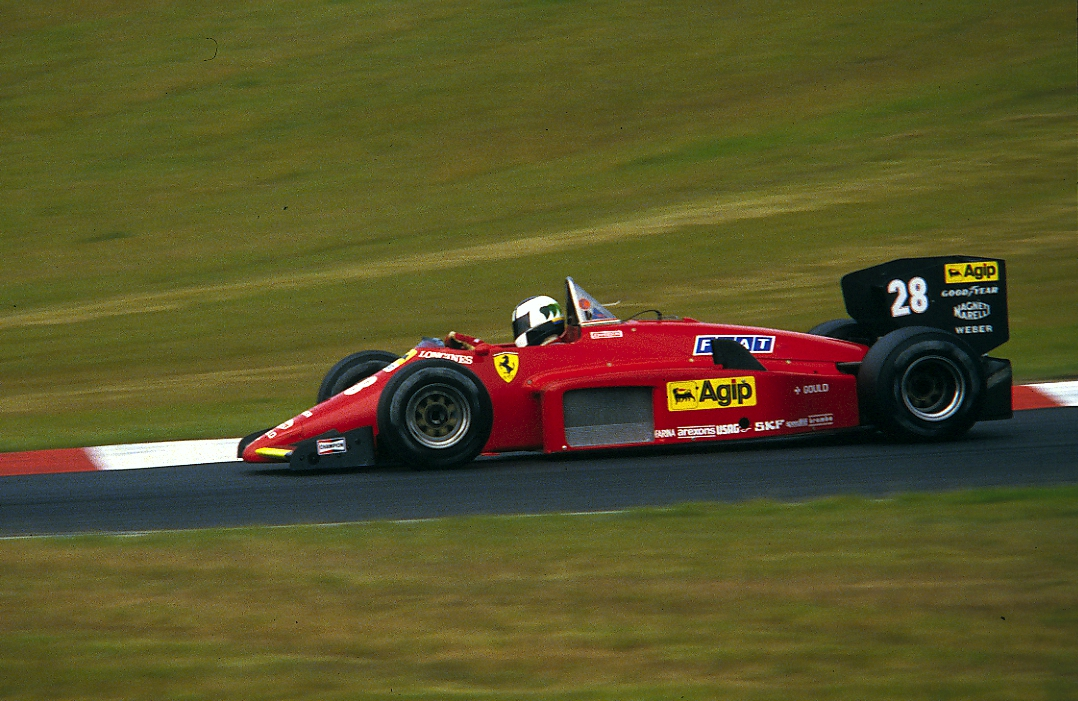
Johansson sur Ferrari en 1985 au Nürburgring.

Le transfert de Johansson chez Toleman tombe à l'eau lorsque, début 1985, l'équipe britannique est contrainte à l'inactivité, Goodyear refusant de lui fournir des pneus. Libéré de son contrat, Johansson dispute le premier Grand Prix de la saison au Brésil chez Tyrrell, avant de recevoir la plus belle proposition de sa carrière : Ferrari vient de limoger Arnoux, et fait appel à lui pour le remplacer.
Dominé par son coéquipier Michele Alboreto, Johansson peine dans un premier temps à convaincre les exigeants tifosi de son talent, avant de réaliser une prestation de grande classe au Grand Prix de Saint Marin sur l'Autodromo Enzo e Dino Ferrari à Imola, où seule une panne d'essence en vue de l'arrivée le prive de la victoire. Ses performances vont crescendo tout au long de l'année (avec deux 2e places consécutives au Canada sur le Circuit Gilles-Villeneuve et au Grand Prix de Detroit aux États-Unis), mais, tout comme Alboreto, il est victime à la mi-saison de la soudaine baisse de forme de la Scuderia.
En 1986, cette baisse de forme de Ferrari se confirme, et Johansson ne peut faire mieux qu'obtenir quelques places d'honneur. Son niveau de performance, équivalent à celui de Michele Alboreto, n'échappe toutefois pas à son ancien patron Ron Dennis qui fait appel à lui pour remplacer Keke Rosberg chez McLaren en 1987. Mais aux côtés du double champion du monde en titre Alain Prost, et bien qu'il obtienne quelques podiums et la sixième place finale au championnat, Johansson montre rapidement ses limites. Aussi, en fin de saison, Dennis ne fait pas de sentiment et ne laisse pas passer l'occasion de le remplacer par Senna.

### Retour en fond de grille
Pour 1988, Johansson trouve refuge chez Ligier, pour une saison désastreuse. En donnant rapidement le sentiment de baisser les bras, le Suédois ne fera rien pour empêcher la déroute des Bleus. À nouveau, c'est en Sport-prototypes qu'il se console, puisqu'il remporte les 1 000 km de Spa sur une Sauber-Mercedes
En 1989, Johansson est engagé par la nouvelle venue en F1, Onyx. En raison de la jeunesse de l'équipe, la saison est délicate. Mais la ORE-1 affiche un potentiel intéressant que Johansson exploite avec talent. En fin de saison, au Portugal, il décroche même ce qui restera le dernier podium de sa carrière.
Johansson commence la saison 1990 chez Onyx, mais au bout de seulement deux courses, il est limogé par le nouveau propriétaire Peter Monteverdi, et remplacé par Gregor Foitek, compatriote de Monteverdi et fils de son associé. Il est alors engagé par Mazda pour disputer les 24 Heures du Mans au volant du fameux prototype à moteur rotatif, la Mazda 787.
Début 1991, Johansson retrouve la Formule 1 lorsqu'il est recruté par la petite équipe française AGS, mais est rapidement remplacé. Quelques semaines plus tard, il est appelé par Footwork Racing en remplacement d'Alex Caffi, blessé. Son interim prend fin au Grand Prix de Grande-Bretagne, sa dernière apparition en Formule 1.
Stefan Johansson était choisi par Eddie Jordan pour remplacer Bertrand Gachot au Grand Prix automobile de Belgique 1991, mais il souhaitait être payé, ce qui n'a probablement pas plu au Team Manager. C'est finalement le débutant Michael Schumacher qui sera à bord de la Jordan.
Johansson dispute alors quelques courses du championnat du monde des voitures de sport au volant d'une Konrad KM-011 à moteur Lamborghini. L'équipe manque de moyen pour développer et fiabiliser son nouveau prototype et, si Johansson fait quelques coups d'éclat, il ne finit aucune course.

### L'exil aux États-Unis

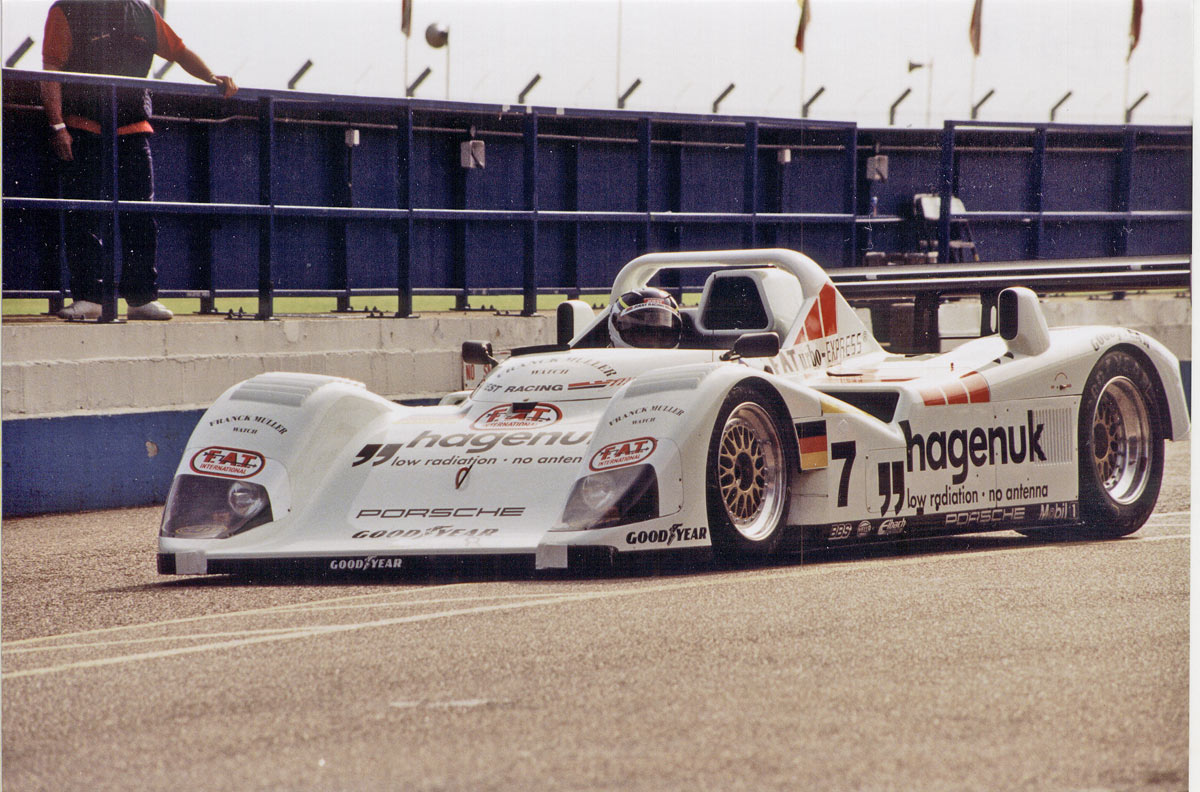
Stefan Johansson en démonstration sur Joest-Porsche WSC-95 à Donington en 1997

De 1992 à 1996, Stefan Johansson relance sa carrière aux États-Unis dans le championnat CART au sein de l'équipe Bettenhausen. Il est 3e de sa première course à Detroit et récidive à Vancouver, ce qui lui permet de décrocher le titre honorifique de meilleur débutant de l'année (Rookie of the year). Mais ses résultats ne décolleront jamais, et très affecté par l'accident mortel de Jeff Krosnoff dans lequel il a été impliqué, il abandonne le championnat à l'issue de la saison 1996.
Il reste toutefois très impliqué dans le sport automobile américain puisqu'il fonde en Indy Lights l'écurie Johansson Motorsport (dans laquelle se révélera notamment Scott Dixon, et dont il deviendra également le manager).
En 1997, il retourne ponctuellement en Europe et au volant d'un prototype Porsche-Joest, il remporte les 24 Heures du Mans, associé à Michele Alboreto et à Tom Kristensen.
En 2000, il participe à la série ALMS. En 3 saisons, il signe 10 podiums, mais là encore aucune victoire. Il décroche toutefois le titre en ELMS (éphémère version européenne de l'ALMS) en 2001 sur l'Audi R8
En 2003, Johansson lance une nouvelle écurie, Team Johansson, cette fois en CART. Malgré une victoire (de Ryan Hunter-Reay), l'écurie doit cesser son activité, faute de budget, après une seule saison.
Stefan Johansson a également participé au Grand Prix Masters avec d'autres anciens pilotes de Formule 1.

## Résultats en championnat du monde de Formule 1
| Saison | Écurie                                                 | Châssis         | Moteur                                                | Pneus             | GP disputés | Points inscrits | Classement |
| ------ | ------------------------------------------------------ | --------------- | ----------------------------------------------------- | ----------------- | ----------- | --------------- | ---------- |
| 1980   | Shadow Cars                                            | DN11            | Ford-Cosworth DFV V8                                  | Goodyear          | 0           | 0               | Nc.        |
| 1983   | Spirit Racing                                          | 201 201C        | Honda RA163E V6 turbo                                 | Goodyear          | 6           | 0               | Nc.        |
| 1984   | Tyrrell Racing Organisation Toleman Group Motorsport   | 012 TG184       | Ford-Cosworth DFY V8 Hart 415T 4 en ligne turbo       | Goodyear Michelin | 6           | 3               | 16e        |
| 1985   | Tyrrell Racing Organisation Scuderia Ferrari SpA SEFAC | 012 156-85      | Ford-Cosworth DFY V8 Ferrari 031 V6 turbo             | Goodyear          | 16          | 26              | 7e         |
| 1986   | Scuderia Ferrari SpA SEFAC                             | F1-86           | Ferrari 032 V6 turbo                                  | Goodyear          | 16          | 23              | 5e         |
| 1987   | Marlboro McLaren International                         | MP4/3           | TAG P01 V6 turbo                                      | Goodyear          | 16          | 30              | 6e         |
| 1988   | Ligier Loto                                            | JS31            | Judd CV V8                                            | Goodyear          | 10          | 0               | Nc.        |
| 1989   | Moneytron Onyx Formula One                             | ORE-1           | Ford-Cosworth DFR V8                                  | Goodyear          | 8           | 6               | 11e        |
| 1990   | Moneytron Onyx Formula One                             | ORE-1           | Ford-Cosworth DFR V8                                  | Goodyear          | 0           | 0               | Nc.        |
| 1991   | AGS Racing Footwork Grand Prix International           | JH25 FA12 FA12C | Ford-Cosworth DFR V8 Porsche V12 Ford-Cosworth DFR V8 | Goodyear          | 1           | 0               | Nc.        |

Note : En 1984, lorsque Johansson a piloté pour Tyrrell, l'écurie était sous le coup d'une disqualification pour tricherie, mais encore autorisée à courir en attendant le verdict du Tribunal d'Appel de la FIA. Avant le Grand Prix d'Italie, la disqualification fut confirmée et la présence de Tyrrell pour l'ensemble du championnat 1984 rayée des statistiques officielles.

## Résultats aux 24 Heures du Mans
| Année | Équipe                     | no  | Voiture             | Moteur                              | Pneus    | Cat.   | Équipiers                                | Départ | Tours / Heures      | Résultat                   |
| ----- | -------------------------- | --- | ------------------- | ----------------------------------- | -------- | ------ | ---------------------------------------- | ------ | ------------------- | -------------------------- |
| 1983  | Joest Racing               | 8   | Porsche 956         | Porsche Type-935 2,6 L Turbo Flat-6 | Dunlop   | C      | Klaus Ludwig Bob Wollek                  | 5e     | 354 tours 24 heures | 6e                         |
| 1984  | New Man Joest Racing       | 8   | Porsche 956         | Porsche Type-935 2,6 L Turbo Flat-6 | Dunlop   | C1     | Mauricio de Narváez Jean-Louis Schlesser | 3e     | 170 tours 15 heures | Abandon (Refroidissement)  |
| 1990  | Mazdaspeed                 | 201 | Mazda 787           | Mazda R26B 2,6 L 4-Rotor            | Dunlop   | GTP    | Pierre Dieudonné David Kennedy           | 24e    | 147 tours 11 heures | Abandon (Moteur)           |
| 1991  | Mazdaspeed                 | 18  | Mazda 787B          | Mazda R26B 2,6 L 4-Rotor            | Dunlop   | C2     | David Kennedy Maurizio Sandro Sala       | 17e    | 355 tours 24 heures | 6e                         |
| 1992  | Trust Racing Team          | 35  | Toyota 92C-V        | Toyota R36V 3,6 L Turbo V8          | Dunlop   | C2     | Steven Andskär George Fouché             | 15e    | 336 tours 24 heures | 5e Vainqueur cat.          |
| 1997  | Joest Racing               | 7   | TWR Porsche WSC-95  | Porsche Type-935 3,0 L Turbo Flat-6 | Goodyear | LMP    | Michele Alboreto Tom Kristensen          | 1er    | 361 tours 24 heures | Vainqueur                  |
| 1998  | Porsche AG                 | 7   | Porsche LMP1-98     | Porsche Type-935 3,2 L Turbo Flat-6 | Goodyear | LMP1   | Michele Alboreto Yannick Dalmas          | 9e     | 107 tours -         | Abandon (Électricité)      |
| 1999  | Audi Sport UK              | 9   | Audi R8C            | Audi 3,6 L Turbo V8                 | Michelin | LMGTP  | Christian Abt Stéphane Ortelli           | 23e    | 55 tours -          | Abandon (Différentiel)     |
| 2000  | Johansson Matthews Racing  | 24  | Reynard 2KQ         | Judd GV4 4,0 L V10                  | Yokohama | LMP900 | Jim Matthews Guy Smith                   | 7e     | 133 tours -         | Abandon (Moteur)           |
| 2001  | Johansson Motorsport       | 4   | Audi R8             | Audi 3,6 L Turbo V8                 | Michelin | LMP900 | Tom Coronel Patrick Lemarié              | 5e     | 35 tours 5 heures   | Abandon (Panne électrique) |
| 2003  | Champion Racing Dave Maraj | 6   | Audi R8             | Audi 3,6 L Turbo V8                 | Michelin | LMP900 | Jyrki Järvilehto Emanuele Pirro          | 6e     | 372 tours 24 heures | 3e Vainqueur cat.          |
| 2006  | Racing for Holland         | 14  | Dome S101 Hb        | Judd GV5 5,0 L V10                  | Dunlop   | LMP1   | Jan Lammers Alex Yoong                   | 6e     | 182 tours -         | Abandon (Sortie de piste)  |
| 2007  | Courage Compétition        | 13  | Courage LC70        | AER P32T 3,6 L Turbo V8             | Michelin | LMP1   | Jean-Marc Gounon Guillaume Moreau        | 7e     | 175 tours -         | Abandon (Moteur)           |
| 2008  | Epsilon Euskadi            | 21  | Epsilon Euskadi ee1 | Judd GV5.5 S2 5,5 L V10             | Michelin | LMP1   | Jean-Marc Gounon Shinji Nakano           | 15e    | 158 tours -         | Abandon (Transmission)     |
| 2012  | Gulf Racing Middle East    | 28  | Lola B12/80         | Nissan VK45DE 4,5 L V8              | Dunlop   | LMP2   | Fabien Giroix Ludovic Badey              | 32e    | 92 tours -          | Abandon (Accident)         |